# Lipotriches dimissa
Lipotriches dimissa är en biart som först beskrevs av Cockerell 1921.  Lipotriches dimissa ingår i släktet Lipotriches och familjen vägbin. Inga underarter finns listade i Catalogue of Life.